# Nova International
Nova International je česká televizní stanice určená pro vysílání v zahraničí. Kanál je zaměřen na vlastní pořady TV Nova, které mají vysílací práva na Slovensku, např. seriály Ulice, Ordinace v růžové zahradě, Gympl s (r)učením omezeným, Na vodě, Televizní noviny, Snídaně s Novou, Počasí, Prásk!, Střepiny nebo Víkend.

## Šíření
Program je šířen ve formátu MPEG-4/SD, na Slovensku přes satelit Astra 3B u Skylinku.